# Станнид тримарганца
Станнид тримарганца — бинарное интерметаллическое неорганическое соединение
марганца и олова
с формулой Mn3Sn,
кристаллы.

## Получение
- Сплавление стехиометрических количеств чистых веществ:

{\displaystyle {\mathsf {3Mn+Sn\ {\xrightarrow {989^{o}C}}\ Mn_{3}Sn}}}

## Физические свойства
Станнид тримарганца образует кристаллы
гексагональной сингонии,
пространственная группа P 63/mmc,
параметры ячейки a = 0,567 нм, c = 0,453 нм, Z = 2,
структура типа станнида триникеля Ni3Sn
.
Соединение образуется по перитектической реакции при температуре 989°C (984°C )
и имеет широкую область гомогенности 23÷28 % ат. олова .
При температуре ниже 178°С является антиферромагнетиком.